# Saint-Christol-de-Rodières
Saint-Christol-de-Rodières is een gemeente in het Franse departement Gard (regio Occitanie) en telt 126 inwoners (1999). De plaats maakt deel uit van het arrondissement Nîmes.

## Geografie
De oppervlakte van Saint-Christol-de-Rodières bedraagt 8,1 km², de bevolkingsdichtheid is 15,6 inwoners per km².
De onderstaande kaart toont de ligging van Saint-Christol-de-Rodières met de belangrijkste infrastructuur en aangrenzende gemeenten.

## Demografie
Onderstaande figuur toont het verloop van het inwonertal (bron: INSEE-tellingen).